# Ernst Modersohn
Ernst Modersohn (14. února 1870, Soest – 2. února 1948, Bad Blankenburg) byl německý evangelický farář, evangelista, spisovatel a publicista.
V češtině vyšly jeho spisy Malý učedník Ježíšův (Pardubice, 1939), V poutech pověry (Praha, 1989 a 1992).